# Ианнини, Гуальберто Марио
Гуальберто Марио Ианнини (лат. Gualberto Mario Iannini, 1917) — аргентинский астроном, проработавший в области астрометрии почти 40 лет. Будучи студентом, исследовал орбиту долгопериодической кометы C/1942 C1 (Уиппла-Бернаскони-Кулин). В 1962 году поступил на факультет Школы Математики, Астрономии и Физики в Национальный Университет Кордоба (англ.) и вскоре стал возглавлять департамент астрометрии в Аргентинской национальной обсерватории, где он закончил составление звёздного каталога в области южной полярной шапки.
В знак признания его заслуг одному из астероидов было присвоено его имя (4652) Ианнини.